# Rico Bianchi
Enrico "Rico" Bianchi, född 13 maj 1930 i Chur, död 
26 mars 2025, var en schweizisk roddare.
Bianchi blev olympisk silvermedaljör i fyra med styrman vid sommarspelen 1952 i Helsingfors.